# Le Fantôme des 24 heures
Le Fantôme des 24 heures est le dix-septième tome de la série Michel Vaillant. L'action se déroule sur la piste du Mans, où des prototypes de marque inconnue surclassent tous les concurrents.

## Synopsis
Lors des essais d'avril en vue des 24 Heures du Mans, les concurrents habituels sont abasourdis par les performances extraordinaires réalisées par des prototypes jusqu'alors inconnus, inscrits dans une équipe mongole. On découvre bientôt que cette nouvelle organisation est dirigée par le Leader, un industriel mégalomane que Michel Vaillant a déjà affronté lors d'épisodes précédents. La course venue, les équipes Vaillante et Ford tiendront tête à leurs adversaires malgré la supériorité manifeste des prototypes asiatiques.

## Véhicules remarqués
- Ford Mk IV
- Porsche 907
- Ferrari 330 P3
- Ford Mustang 1968
- Howmet TX
- Alfa Romeo 33
- Alpine A220
- Chevrolet Corvette C3
- Ford GT40
- Matra Djet VI

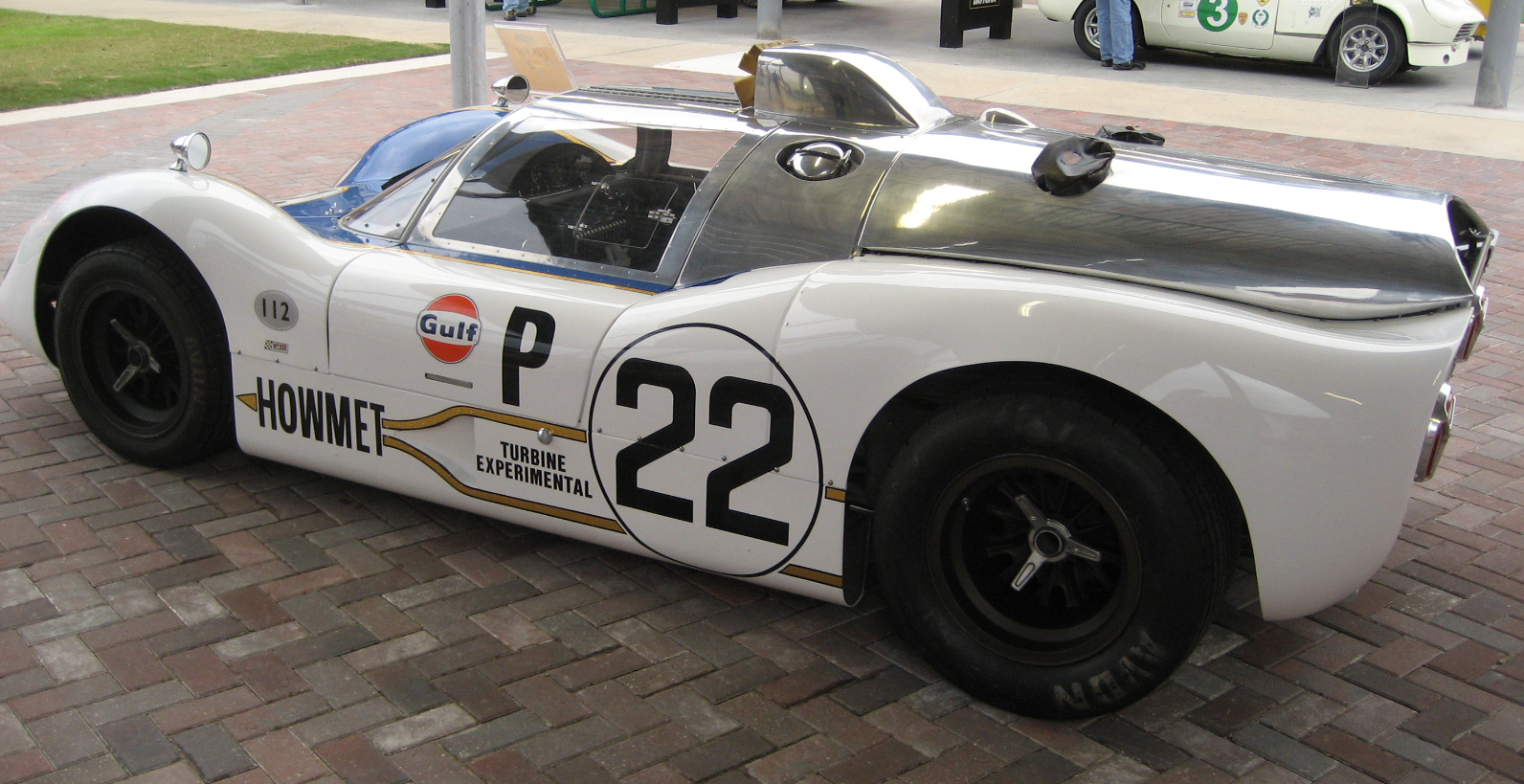
La Hownet TX, une des concurrentes des 24 Heures du Mans 1968.

- Note : La Ford Mk IV (à moteur sept litres) et la Ferrari 330 P3 (à moteur quatre litres) sont anachroniques, l'histoire se passant en 1968, année de la nouvelle réglementation limitant la cylindrée des prototypes à trois litres.

## Publication

### Revues
Les planches du Fantôme des 24 heures furent publiées dans le Journal de Tintin entre le 14 mai et le 1er octobre 1968 (n° 20/68 à 40/68).

### Album
Le premier album fut publié aux Éditions du Lombard en 1970 (dépôt légal 02/1970).